# Bob Baun
Robert Neil "Bob" (eller "Bobby") Baun, född 9 september 1936 i Lanigan, Saskatchewan, död 14 augusti 2023 i Ajax, Ontario, var en kanadensisk professionell ishockeyspelare som tillbringade 17 säsonger i den nordamerikanska ishockeyligan National Hockey League (NHL), där han spelade för ishockeyorganisationerna Toronto Maple Leafs, Oakland Seals och Detroit Red Wings. Han producerade 224 poäng (37 mål och 187 assists) samt drog på sig 1 493 utvisningsminuter på 964 grundspelsmatcher. Han spelade också för Rochester Americans i American Hockey League (AHL) och Toronto Marlboros i OHA-Jr.
Baun är en fyrfaldig Stanley Cup-vinnare, där han vann samtliga med Maple Leafs för säsongerna 1961–1962, 1962–1963, 1963–1964 och 1966–1967.
Efter karriären drev han en bondgård med nötkreatur, var tränare för Toronto Toros i World Hockey Association (WHA) 1975–1976 och var försäkringsförmedlare.
Han var farfar till Kyle Baun.

## Statistik
| 1952–1953      | Toronto Marlboros   | OHA-Jr.        | 16  | 1  | 1   | 2   | 12   | 7  | 0 | 2  | 2  | 6   |
| 1953–1954      | Toronto Marlboros   | OHA-Jr.        | 59  | 2  | 15  | 17  | 63   | 15 | 3 | 0  | 3  | 10  |
| 1954–1955      | Toronto Marlboros   | OHA-Jr.        | 47  | 3  | 6   | 9   | 99   | 13 | 0 | 1  | 1  | 31  |
| 1955–1956      | Toronto Marlboros   | OHA-Jr.        | 48  | 5  | 14  | 19  | 93   | 11 | 3 | 2  | 5  | 38  |
| 1956–1957      | Toronto Maple Leafs | NHL            | 20  | 0  | 5   | 5   | 37   | —  | — | —  | —  | —   |
|                | Rochester Americans | AHL            | 46  | 2  | 13  | 15  | 117  | —  | — | —  | —  | —   |
| 1957–1958      | Toronto Maple Leafs | NHL            | 67  | 1  | 9   | 10  | 91   | —  | — | —  | —  | —   |
| 1958–1959      | Toronto Maple Leafs | NHL            | 51  | 1  | 8   | 9   | 87   | 12 | 0 | 0  | 0  | 24  |
| 1959–1960      | Toronto Maple Leafs | NHL            | 61  | 8  | 9   | 17  | 59   | 10 | 1 | 0  | 1  | 17  |
| 1960–1961      | Toronto Maple Leafs | NHL            | 70  | 1  | 14  | 15  | 70   | 3  | 0 | 0  | 0  | 8   |
| 1961–1962      | Toronto Maple Leafs | NHL            | 65  | 4  | 11  | 15  | 94   | 12 | 0 | 3  | 3  | 19  |
| 1962–1963      | Toronto Maple Leafs | NHL            | 48  | 4  | 8   | 12  | 65   | 10 | 0 | 3  | 3  | 6   |
| 1963–1964      | Toronto Maple Leafs | NHL            | 52  | 4  | 14  | 18  | 113  | 14 | 2 | 3  | 5  | 42  |
| 1964–1965      | Toronto Maple Leafs | NHL            | 70  | 0  | 18  | 18  | 160  | 6  | 0 | 1  | 1  | 14  |
| 1965–1966      | Toronto Maple Leafs | NHL            | 44  | 0  | 6   | 6   | 68   | 4  | 0 | 1  | 1  | 8   |
| 1966–1967      | Toronto Maple Leafs | NHL            | 54  | 2  | 8   | 10  | 83   | 10 | 0 | 0  | 0  | 4   |
| 1967–1968      | Oakland Seals       | NHL            | 67  | 3  | 10  | 13  | 81   | —  | — | —  | —  | —   |
| 1968–1969      | Detroit Red Wings   | NHL            | 76  | 4  | 16  | 20  | 121  | —  | — | —  | —  | —   |
| 1969–1970      | Detroit Red Wings   | NHL            | 71  | 1  | 18  | 19  | 112  | 4  | 0 | 0  | 0  |     |
| 1970–1971      | Detroit Red Wings   | NHL            | 11  | 0  | 3   | 3   | 24   | —  | — | —  | —  | —   |
|                | Toronto Maple Leafs | NHL            | 58  | 1  | 17  | 18  | 123  | 6  | 0 | 1  | 1  | 19  |
| 1971–1972      | Toronto Maple Leafs | NHL            | 74  | 2  | 12  | 14  | 101  | 5  | 0 | 0  | 0  | 4   |
| 1972–1973      | Toronto Maple Leafs | NHL            | 5   | 1  | 1   | 2   | 4    | —  | — | —  | —  | —   |
| NHL totalt     | NHL totalt          | NHL totalt     | 964 | 37 | 187 | 224 | 1493 | 96 | 3 | 12 | 15 | 165 |
| AHL totalt     | AHL totalt          | AHL totalt     | 46  | 2  | 13  | 15  | 117  | —  | — | —  | —  | —   |
| OHA-Jr. totalt | OHA-Jr. totalt      | OHA-Jr. totalt | 170 | 11 | 36  | 47  | 267  | 46 | 6 | 5  | 11 | 85  |